# Карпенко, Игорь Васильевич (министр)
И́горь Васи́льевич Карпе́нко (бел. Ігар Васільевіч Карпенка; род. 28 апреля 1964 , Новокузнецк, Кемеровская область, РСФСР, СССР) — белорусский государственный и политический деятель. Председатель Центральной комиссии Республики Беларусь по выборам и проведению республиканских референдумов с 13 декабря 2021 года. Первый секретарь ЦК Компартии Беларуси (2012—2017).

## Биография
Родился в Новокузнецке Кемеровской области в 1964 году. В 1970-е годы родители переехали в Полоцк, где Игорь учился в школе № 14. Окончил Минский государственный педагогический институт им. А. М. Горького по специальности «учитель истории, обществоведения и английского языка» и Академию управления при Президенте Республики Беларусь по специальности «международные отношения».
В 1993—1995 годах являлся начальником отдела воспитательной работы Белорусского государственного педагогического университета.
С 1995 по 2001 год занимал должность начальника отдела воспитательной работы, начальника управления воспитательной работы Белорусского государственного педагогического университета имени М. Танка.
В период 2001—2003 годов был начальником управления воспитательной работы БГПУ, в 2003—2004 годах — проректор по воспитательной и социальной работе.
С 2004 по 2008 год являлся членом Постоянной комиссии Палаты представителей Национального собрания Республики Беларусь по охране здоровья, физической культуре, делам семьи и молодёжи.
В 2008—2011 годах — заместитель председателя Постоянной комиссии по международным делам и связям с СНГ Палаты представителей Национального собрания Республики Беларусь.
С 2011—2016 годы занимал должность заместителя председателя Минского городского исполнительного комитета.
20 октября 2012 года был избран первым секретарём Центрального комитета Коммунистической партии Беларуси. Бюро ЦК также приняло решение наградить бывшего 1-го секретаря ЦК Татьяну Голубеву партийным знаком «Верность» за проделанную работу. Также принят проект постановления пленума ЦК Компартии Беларуси «О 95-летии Великой Октябрьской социалистической революции».
15 декабря 2016 года Президент Беларуси Александр Лукашенко назначил Игоря Карпенко министром образования.
14 мая 2017 года был освобождён от обязанностей первого секретаря Центрального комитета Коммунистической партии Беларуси в связи со значительно возросшей нагрузкой в должности министра образования Беларуси.
13 декабря 2021 года был назначен председателем Центральной комиссии Республики Беларусь по выборам и проведению республиканских референдумов.

## Критика
На должности первого секретаря Компартии Беларуси заставил минские училища подписаться на его печатный орган — газету «Коммунист Беларуси», а также другими способами демонстрировал свою приверженность марксистско-ленинским идеям. Это и некоторые другие факты послужили поводом для обращения белорусской партии БНФ в Верховный суд, Совет Министров и другие государственные органы, чтобы те внесли в Конституционный суд вопрос о правомерности назначения министром образования Игоря Карпенко.
Распоряжением президента 25 февраля 2019 года министру образования Игорю Карпенко объявлен выговор за непринятие мер по обеспечению безопасного пребывания детей в учреждениях общего среднего образования. Причиной стало нападение десятиклассника с ножом на учительницу и школьников. Педагог и одиннадцатиклассник школы № 2 города Столбцы погибли.
В мае 2020 года в Администрацию президента была направлена петиция с требованием об отставке министра образования Игоря Карпенко. Причиной обращения послужило то, что по мнению авторов петиции, Игорь Карпенко, находясь в должности министра образования не справился с проблемами, возникшими в результате пандемии коронавируса. В качестве претензий указывалось, что Карпенко не смог организовать дистанционное обучение для учеников и студентов, не смог обеспечить безопасность лиц, наиболее подверженных влиянию коронавируса, из-за политики Министерства образования в 2 раза возросла нагрузка на учителей, и ряд других причин. За неделю под петицией за отставку министра образования подписались более 5 тысяч человек. Петиция об отставке Карпенко с поста министра образования стала третьей с 2018 года.

## Международные санкции
После выборов 2011 года попал под визовые и экономические ограничения ЕС.
В марте 2022 года Карпенко был включён в санкционный список Канады.
С июня 2022 г. находится под персональными санкциями ЕС как глава ЦИК РБ, ответственный за организацию и фальсификацию конституционного референдума 27 февраля; впоследствии к этим санкциям присоединилась и Швейцария. Ранее Карпенко в 2011—2016 годах уже находился в чёрном списке ЕС как председатель Минской городской избирательной комиссии.
В марте 2023 года Карпенко и других членов белорусского ЦИК внесли в санкционный список США. В январе 2025 года он попал под санкции Великобритании.

## Награды
- Благодарственное письмо Президента Республики Беларусь
- Нагрудный знак «Отличник образования Республики Беларусь»
- Медаль «За трудовые заслуги»
- Почетная грамота Национального собрания Республики Беларусь
- Почётная грамота Совета Министров Республики Беларусь (2024)[20]
- Орден Почёта
- Юбилейная медаль «60 лет Победы в Великой Отечественной войне 1941—1945 гг.»
- Почетная грамота Министерства образования и науки Республики Беларусь
- Почетная грамота Министерства образования Республики Беларусь
- Почетная грамота Государственного комитета по делам молодежи Республики Беларусь
- Почетная грамота Министерства культуры Республики Беларусь
- Почетная грамота Минского городского исполнительного комитета
- Памятный знак «МПА СНГ. 25 лет» (27 марта 2017 года, Межпарламентская ассамблея СНГ) — за содействие в деятельности Межпарламентской Ассамблеи и её органов[21]
- Юбилейная медаль «МПА СНГ. 30 лет» (16 ноября 2023 года, Межпарламентская ассамблея СНГ) — за заслуги в деле развития и укрепления парламентаризма, за вклад в развитие и совершенствование правовых основ функционирования Содружества Независимых Государств, укрепление международных связей и межпарламентского сотрудничества[22]